# Ben Franks
Ben Franks (nacido en Frankston, suburbio de Melbourne, el 27 de marzo de 1984) es un exjugador de rugby neozelandés, que jugaba de pilier para la selección de rugby de Nueva Zelanda.
Debutó con los All Blacks en un partido contra la selección de rugby de Irlanda, celebrado en Nueva Plymouth el 12 de junio de 2010. Formó parte de la selección neozelandesa que quedó campeona del mundo en 2011 en Nueva Zelanda y de nuevo en 2015 en Inglaterra.

## Palmarés y distinciones notables
- Rugby Championship: 2011, 2012, 2013 , 2014 y 2016
- Copa del Mundo de Rugby de 2011 y 2015
- Campeón de Super Rugby 2016
- Seleccionado para  jugar con los Barbarians